# Wahlen 1851
◄◄ | ◄ | 1847 | 1848 | 1849 | 1850 | Wahlen 1851 | 1852 | 1853 | 1854 | 1855 | ► | ►►

Weitere Ereignisse
Die Liste der Wahlen 1851 umfasst Parlamentswahlen, Präsidentschaftswahlen, Referenden und sonstige Abstimmungen auf nationaler und subnationaler Ebene, die im Jahr 1851 weltweit abgehalten wurden.
Das damalige Wahlrecht entsprach typischerweise nicht den Wahlrechtsgrundsätzen der direkten, geheimen und gleichen Wahl. Zeittypisch waren oft nur kleine Teile der Bevölkerung wahlberechtigt, ein Frauenwahlrecht war nicht gegeben.

## Termine
| Land               | Datum       | Link zur Wahl 1851                  | Link zur letzten Wahl | Bemerkung |
| ------------------ | ----------- | ----------------------------------- | --------------------- | --------- |
| Reuß j.L.          | 18. Juni    | Wahl zum Landtag Reuß jüngere Linie | 1848                  |           |
| Schweiz            | 26. Oktober | Schweizer Parlamentswahlen          | 1848                  |           |
| Vereinigte Staaten | November    | Gouverneurswahl in Texas            | 1849                  |           |